# Земская почта Белозерского уезда
Зе́мская по́чта Белозе́рского уе́зда — земская почта, организованная земской управой Белозерского уезда Новгородской губернии. Существовала с 1866 года. В уезде выпускались собственные земские марки.

## История почты
Белозерская уездная земская почта была открыта 27 сентября 1866 года. Пересылка почтовых отправлений осуществлялась из уездного центра (города Белозерска) в 16 волостей по двум маршрутам. Пересылка частных почтовых отправлений была платной.
В 1868 году для оплаты доставки частных почтовых отправлений были введены земские почтовые марки.

## Выпуски марок

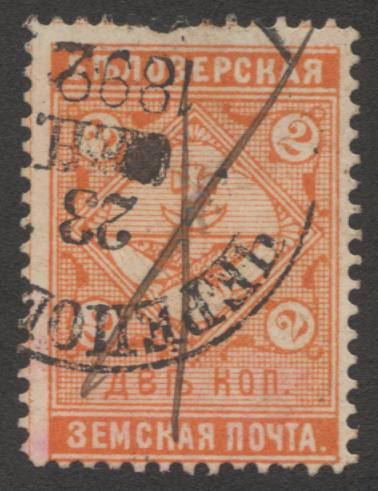
Погашенная земская марка Белозерского уезда, 1889

Используемые для оплаты частных почтовых отправлений марки печатались в местных типолитографиях, а с 1893 года по 1901 год — в Экспедиции заготовления государственных бумаг.
На большинстве марок изображён герб Белозерского уезда.
Известно большое число разновидностей по оттенкам цвета, особенностям клише, расположению в листе, зубцовке и других.

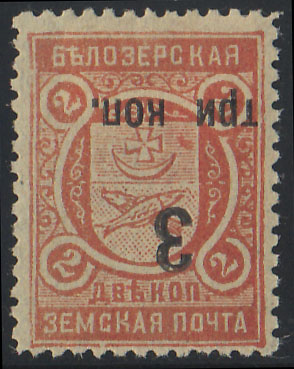
Земская марка Белозерского уезда с надпечаткой, 1908

В 1908 году на ряде марок была сделана надпечатка нового номинала 3 копейки в связи с изменением земских почтовых тарифов.

## Гашение марок
Гашение марок осуществлялось чернилами (перечёркиванием) и штемпелями круглой формы различного диаметра с датами или названиями места отправления.